# 钢花村街道
钢花村街道，是中华人民共和国湖北省武汉市青山区下辖的一个乡镇级行政单位。是武汉钢铁公司于1985年所建的职工住宅小区，因钢水似礼花飞溅而取名。同年，青山区政府委托红卫路街道办事处成立钢花村街道办事处筹建小组。武汉市政府同意设立钢花村街道，1987年4月正式成立钢花村街办事处。九五期间，武汉钢铁集团公司新建钢都花园（职工住宅小区），隶属于钢花村街道；为便于管理，另设青山区钢都花园管委会。
2022年8月3日，将钢花村街道三弓路以西、建港南街以南的青山区检察院、121社区的部分区域划入新成立的钢都花园街道123社区。

## 行政区划
钢花村街道下辖以下地区：
110街社区、	111街社区、114街社区、北苑社区、116街社区、117街社区、	118街社区、119街社区、120街社区、121街社区、青翠苑社区、	南苑社区。